# Neuville-sur-Escaut
Neuville-sur-Escaut is een gemeente in het Franse Noorderdepartement (Frans: département du Nord) (regio Hauts-de-France). De plaats maakt deel uit van het arrondissement Valenciennes. Neuville-sur-Escaut telde op 1 januari 2022 2.759 inwoners.

## Geografie
De oppervlakte van Neuville-sur-Escaut bedroeg op 1 januari 2022 4,74 vierkante kilometer; de bevolkingsdichtheid was toen 582,1 inwoners per km².

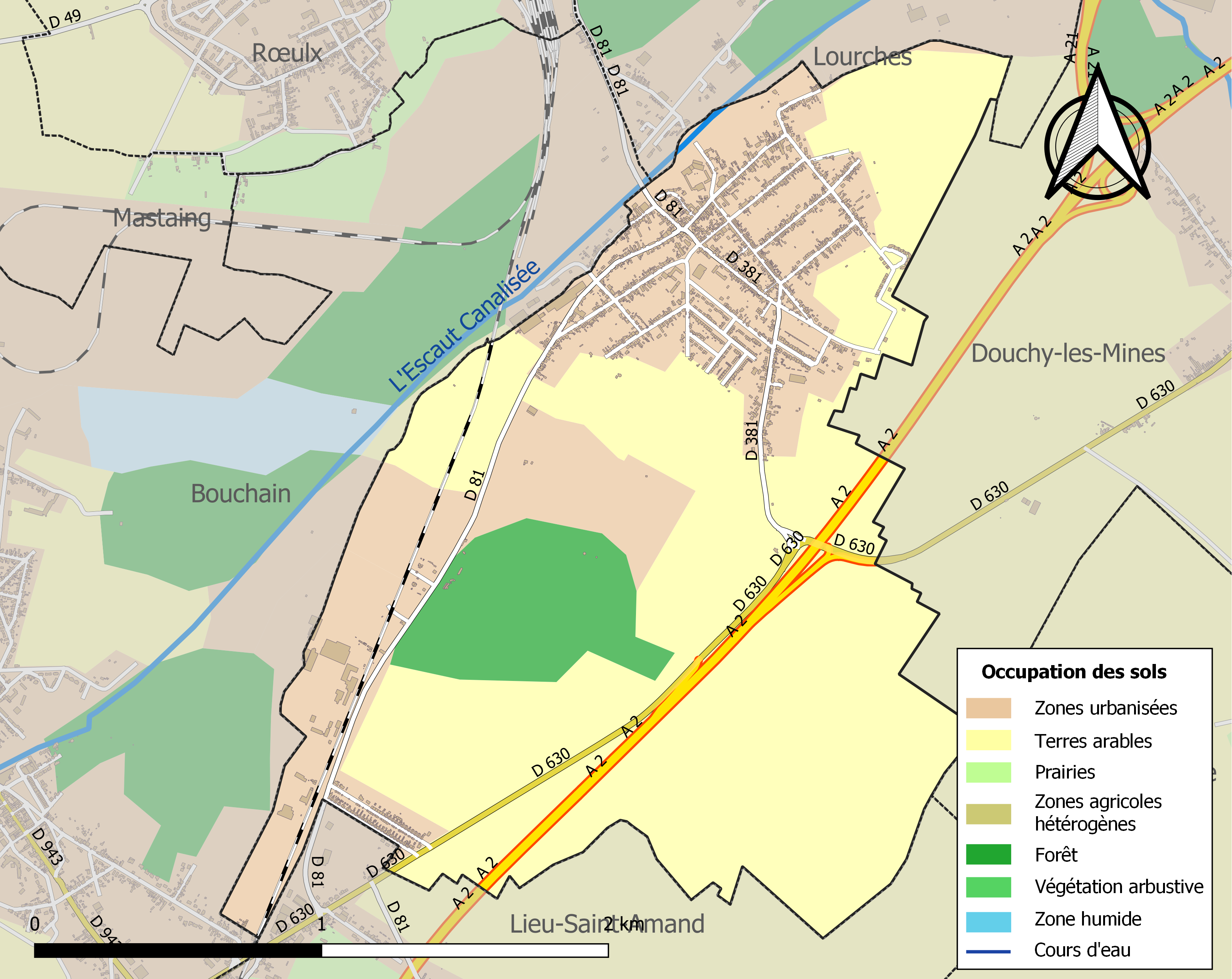
Kaart van de gemeente met belangrijkste infrastructuur, bodemgebruik en omliggende gemeenten

## Demografie
Onderstaande figuur toont het verloop van het inwonertal (bron: INSEE-tellingen).